# Vallée de Courtineau
 (27 novembre 2016).
La vallée de Courtineau est une vallée située sur les communes de Saint-Epain et Sainte-Maure-de-Touraine, dans le département d'Indre-et-Loire, en région Centre-Val de Loire. 
Longue de six kilomètres, elle est dorénavant identifiée en 2 parties, la vallée de Souvres  sur 2,5 km et la vallée de Courtineau sur 3,5 km. La récente modification, purement administrative car issue de l’application de la nouvelle Loi d’adressage,  ne saurait travestir l’unité géologique, historique, écologique, etc. Aussi, toutes les descriptifs suivants s’appliquent à la réunion des 2 vallées aujourd’hui administrativement distinguées. 
L’ensemble compte de nombreuses habitations troglodytiques, moulins à eau, lavoirs... Pittoresque et préservée, elle est très réputée et il s'agit probablement de la plus belle vallée de Touraine..
L’ensemble est classée zone naturelle d'intérêt écologique, faunistique et floristique (ZNIEFF) en raison du caractère remarquable de la biodiversité  et de nombreuses espèces rares, faune et flore, qui y trouvent refuge.

## Toponymie
La vallée de Courtineau a donné son nom au ruisseau qui la traverse : le Courtineau. Celui-ci était autrefois, et parfois encore aujourd'hui, appelé « Manse de Souvres », ou « ruisseau de Souvres », ou « Manse de Mareille ».
De hautes falaises lui confèrent une configuration en canyon et des biotopes variés et micro-climats.

## Hydrologie
Le Courtineau est un affluent de la Manse. Il prend naissance sur la commune de Sainte-Catherine-de-Fierbois.
Il est l'objet de nombreux travaux et projets de renaturalisation, restauration, d’aménagement, d’entretien de la part du Syndicat de Rivière Val de Viene. Des inventaires piscicoles y sont régulièrement organisés afin de suivre l'évolution des populations et espèces qui peuplent le cours d'eau. 
La Vallée compte aussi de nombreuses mares et étangs.  

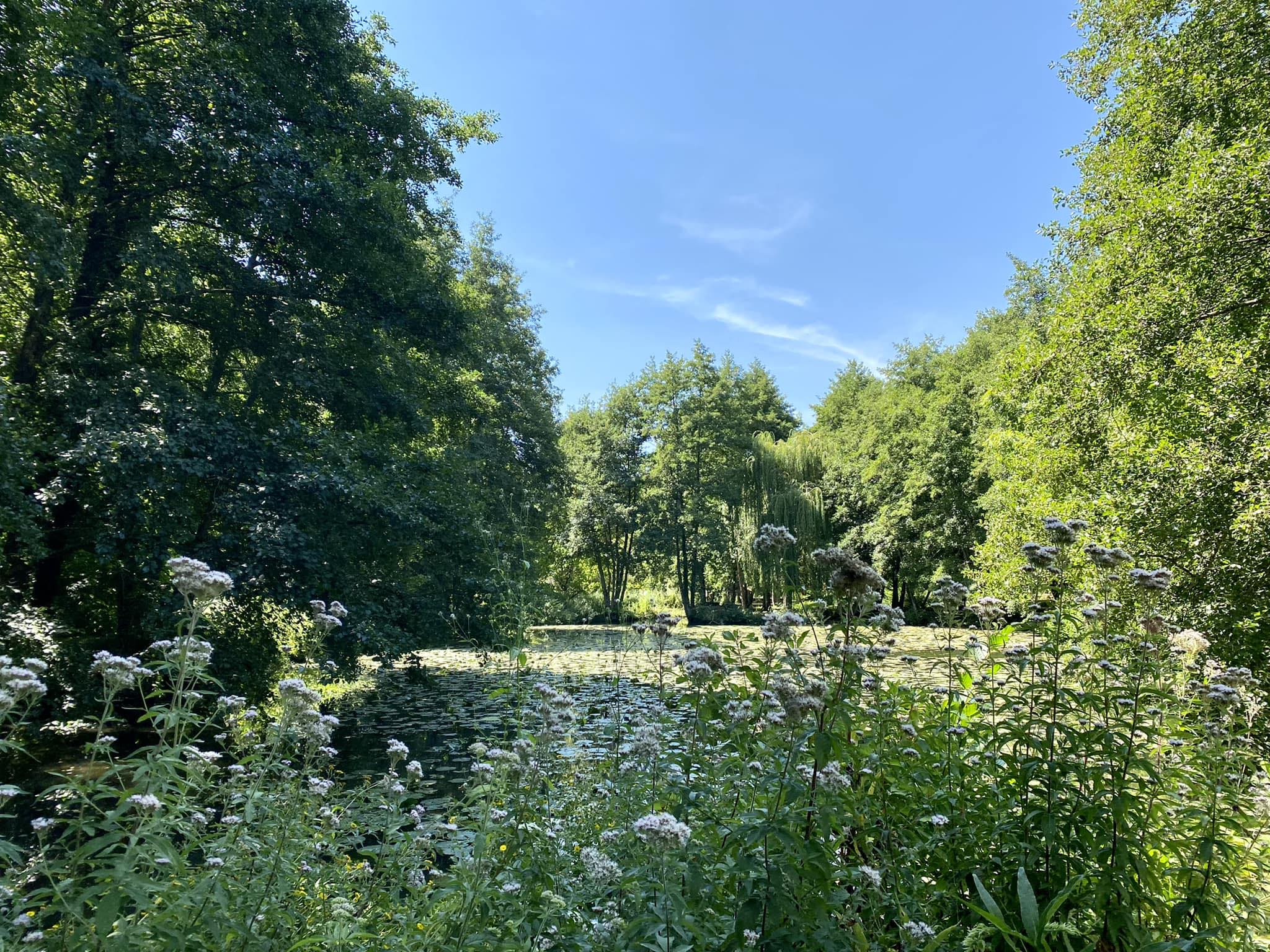
Étang au moulin de Malicorne - Un jardin écosystème - vallée de Courtineau.

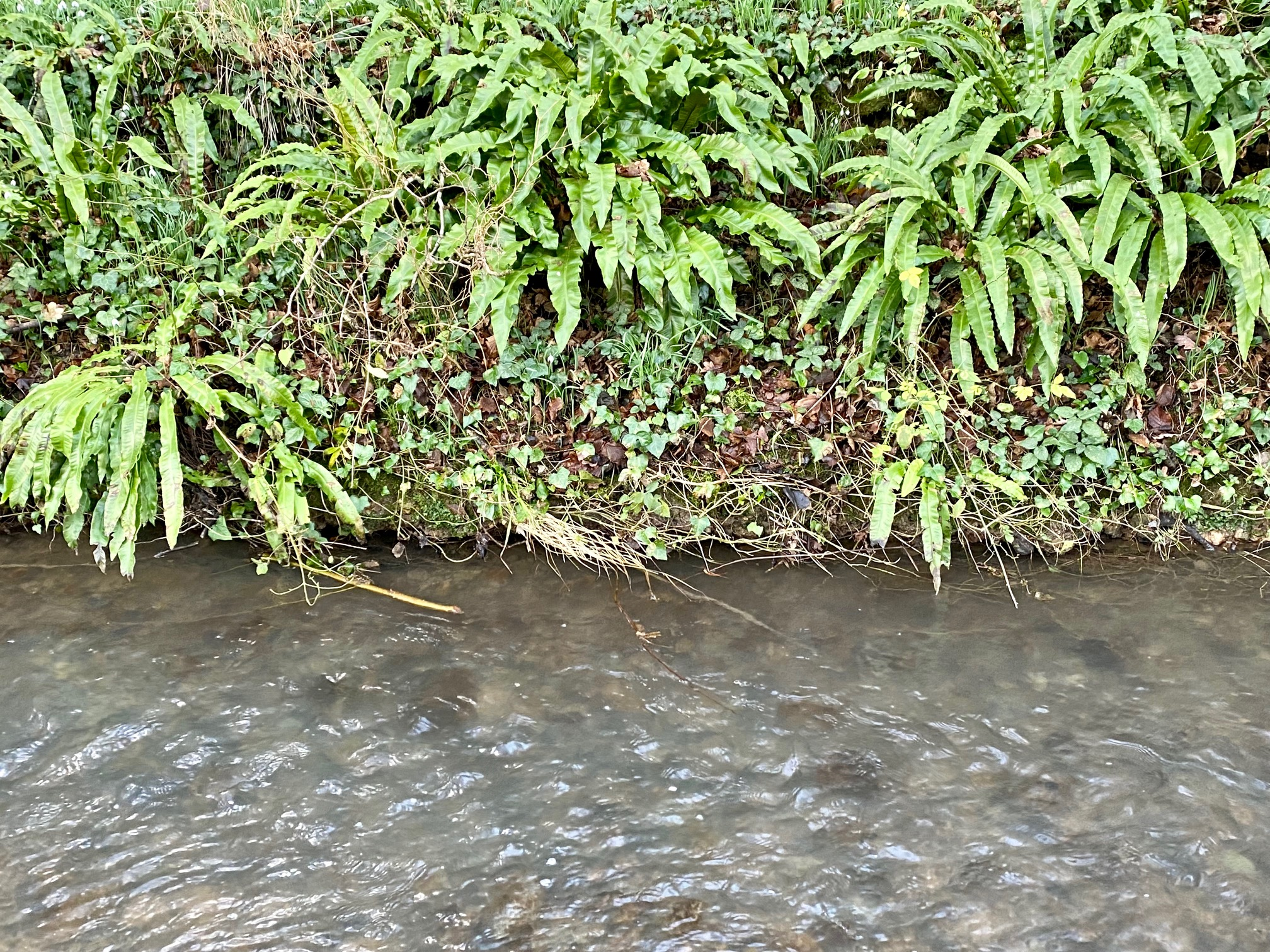
Le ruisseau du Courtineau est bordé de Polygonum, de rares fougères qui restent vertes en toute saison.

## Histoire
La vallée de Courtineau fut très certainement occupée dès la Préhistoire comme l'atteste l'atelier préhistorique de l'éperon des Deux-Manses découvert en 1865 par l'abbé Jean-Jacques Bourassé et situé à la confluence du Courtineau avec la Manse. Cet éperon fut occupé à l'époque romaine. De nombreux objets préhistoriques des époques paléolithique et néolithique ont aussi été découverts sur les plateaux environnant la vallée.

## Patrimoine remarquable

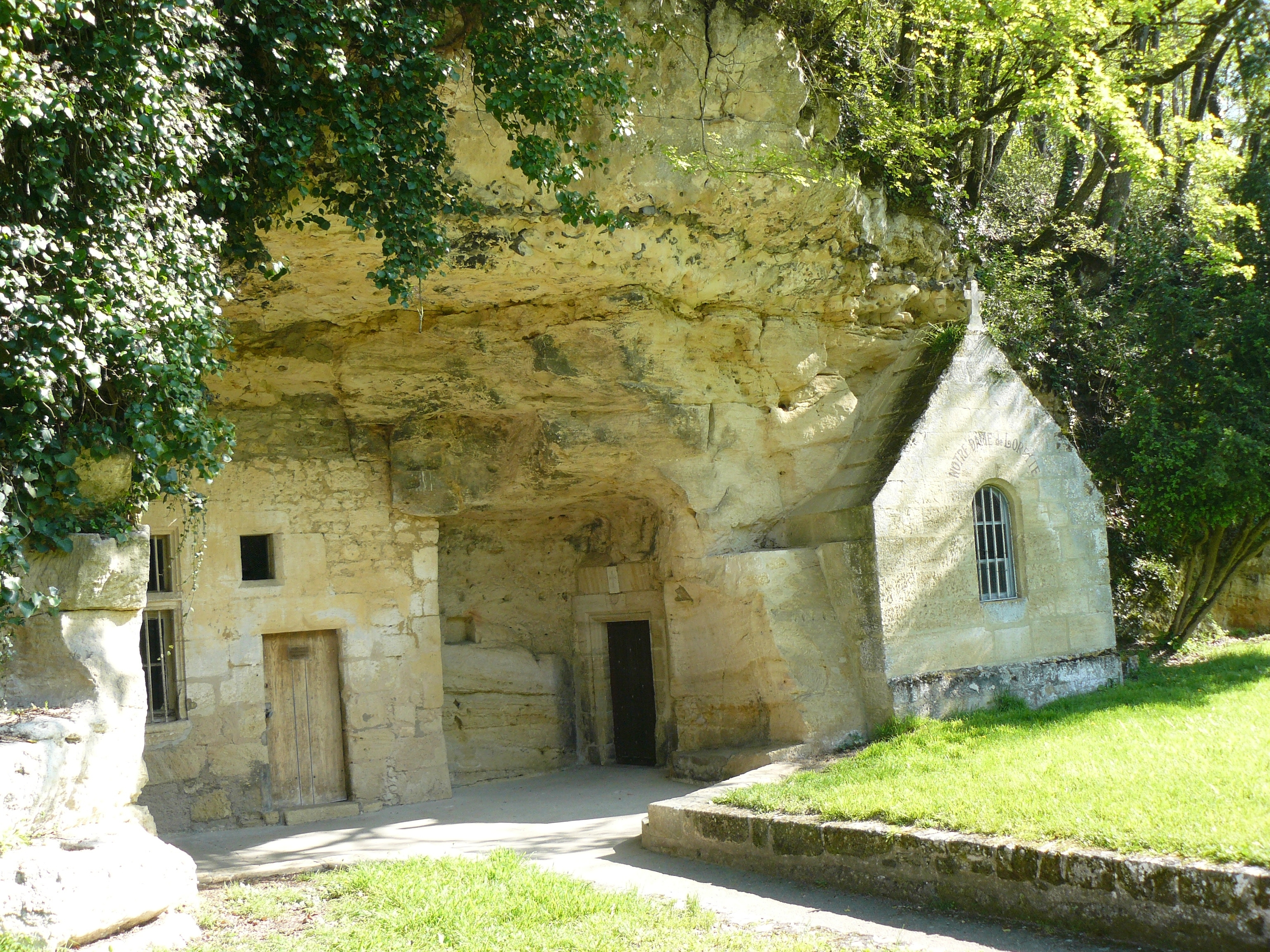
La chapelle troglodytique Notre-Dame de Lorette.

La vallée de Courtineau comporte de nombreux petits éléments architecturaux qui sont utiles à l'histoire et l'archéologie.

### La chapelle Notre-Dame-de-Lorette
La chapelle Notre-Dame-de-Lorette creusée dans le roc aurait constitué le refuge d'un ermite au XIVe siècle. Le 6 mars 1429, Jeanne d'Arc s'y serait abritée pour se protéger d'une averse alors qu'elle parcourait la vallée de Courtineau pour aller à Chinon voir le roi Charles VII, après deux nuits passées à Sainte-Catherine-de-Fierbois.

### Les moulins à eau
Malgré un faible débit, le Courtineau alimentait cinq moulins :
- Le moulin de la Chaise : de 1241 à 1789, il appartenait au Chapitre de Saint-Martine de Tours et dépendait de la Prévôté de Saint-Epain[5].
- Le moulin de Courtineau.
- Le moulin de Malicorne : au XIVe et au moins jusqu'au XVIIe siècle, il dépendait de la seigneurie de Sainte-Maure-de-Touraine[6]. On y cultivait du chanvre (chènevis)[7]. Il a été superbement rénové et aujourd'hui son parc a été planté et aménagé en splendide jardin botanique et havre de biodiversité. Il est magnifiquement paysagé et héberge des essences remarquables, notamment de vénérables cyprès chauves, chênes américains, ginkgo biloba, tulipiers de Virginie, sapins d'Espagne, catalpas, magnolias, des guneras spectaculaires, une importante bambouseraie, des milliers de fleurs, et autres essences rares ou extraordinaires. Site privé et enchanteur, il ouvre régulièrement ses portes lors d'occasion spéciales, ateliers, évènements, shootings photos, tournages, privatisation intimistes, activités ou visites guidées organisées et communiquées par Jardins Écosystèmes.

- Le moulin de Souvres

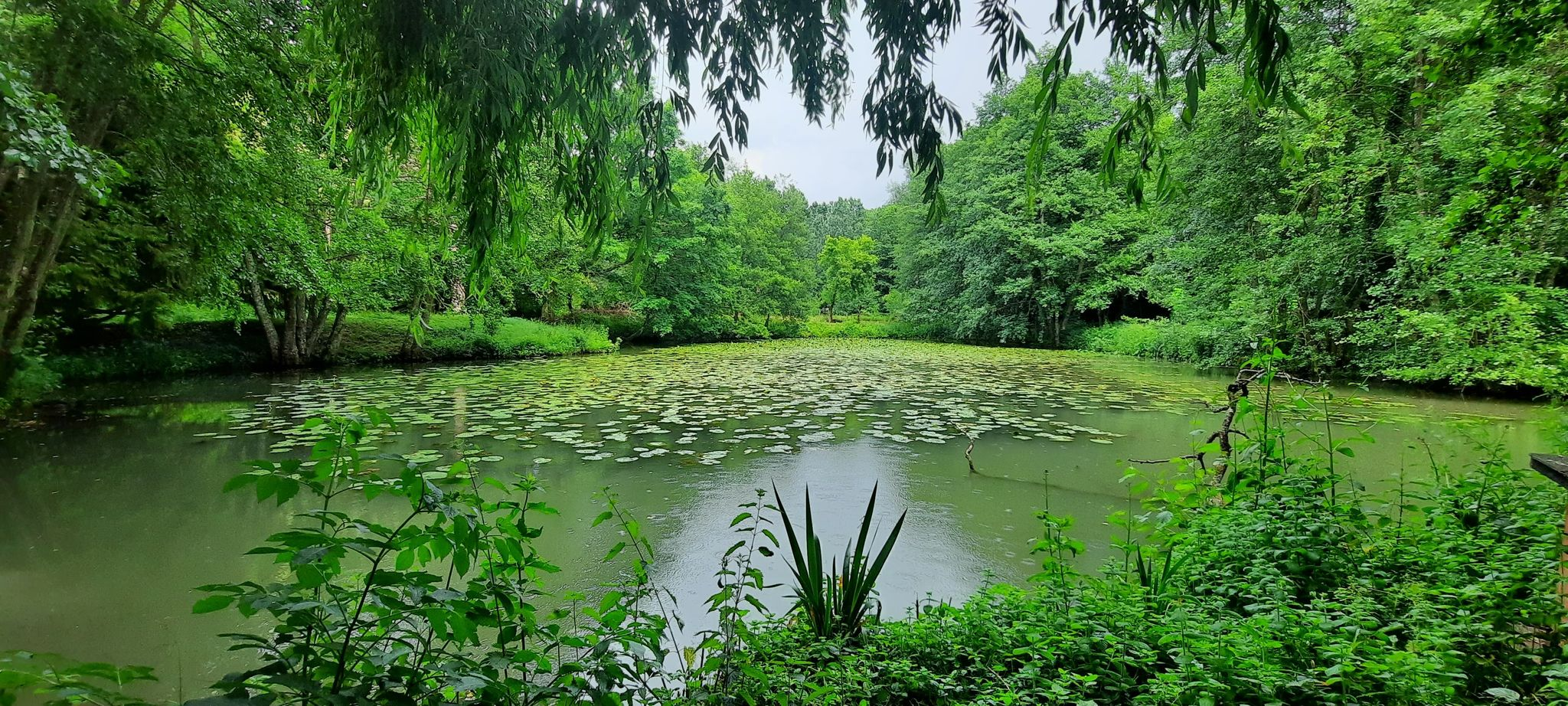
L'étang du moulin de Malicorne, Jardins Écosystèmes. La vallée de Courtineau rappelle celui du jardin de Claude Monet à Giverny.

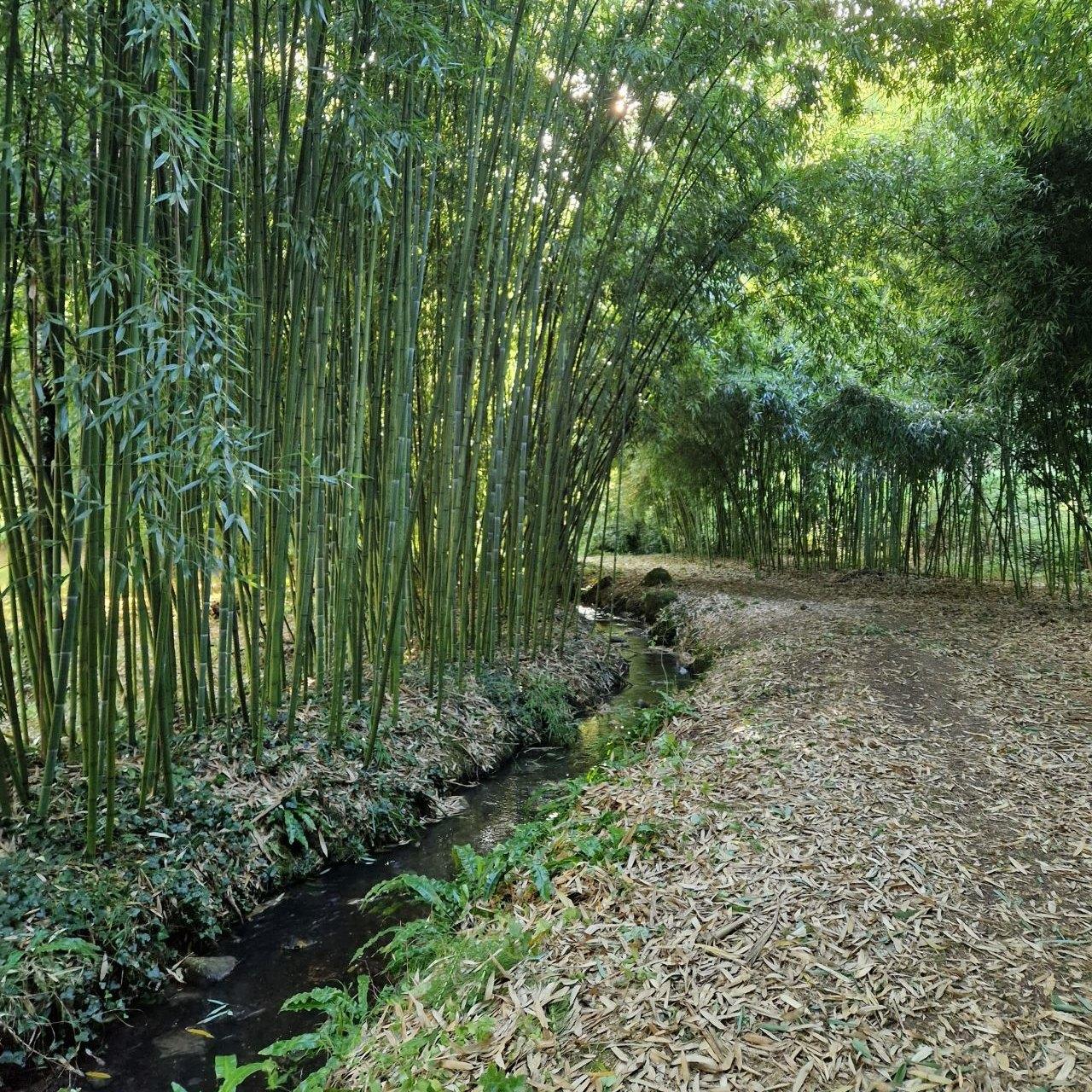
La spectaculaire bambouseraie du moulin de Malicorne, vallée de Courtineau.

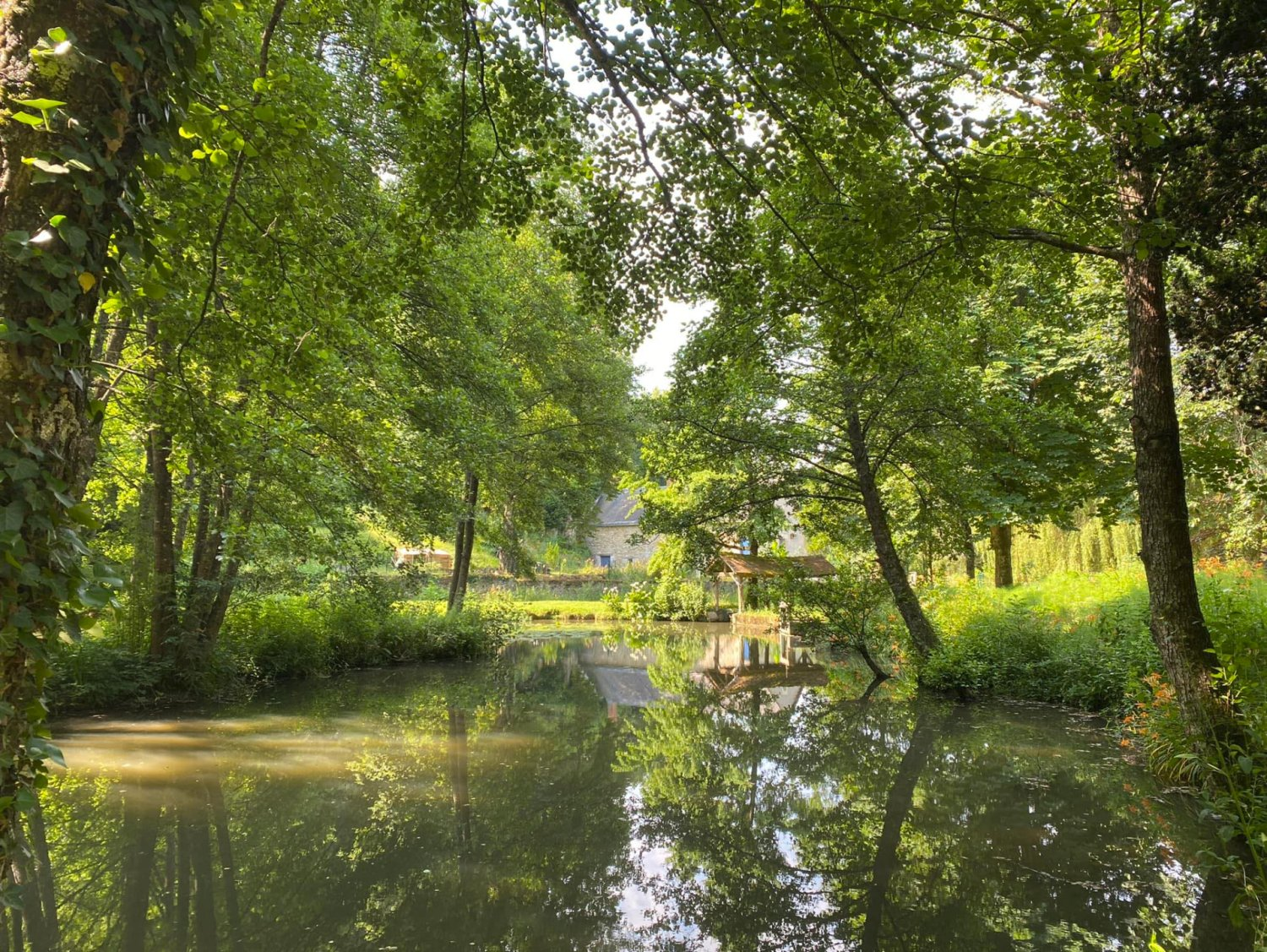
Le site remarquable du moulin de Malicorne, vallée de Courtineau.

- Le moulin de Mareille : grande bâtisse de trois étages qui figure sur la carte de Cassini et le cadastre Napoléonien de 1827[5]. D'après les anciens, la bâtisse était avant 1900 une scierie. La roue à aubes était placée plus loin[8].

### Le village de Courtineau
Le village de Courtineau est composé de maisons troglodytiques. Il possédait encore au milieu du XXe siècle un café, une épicerie et une école.

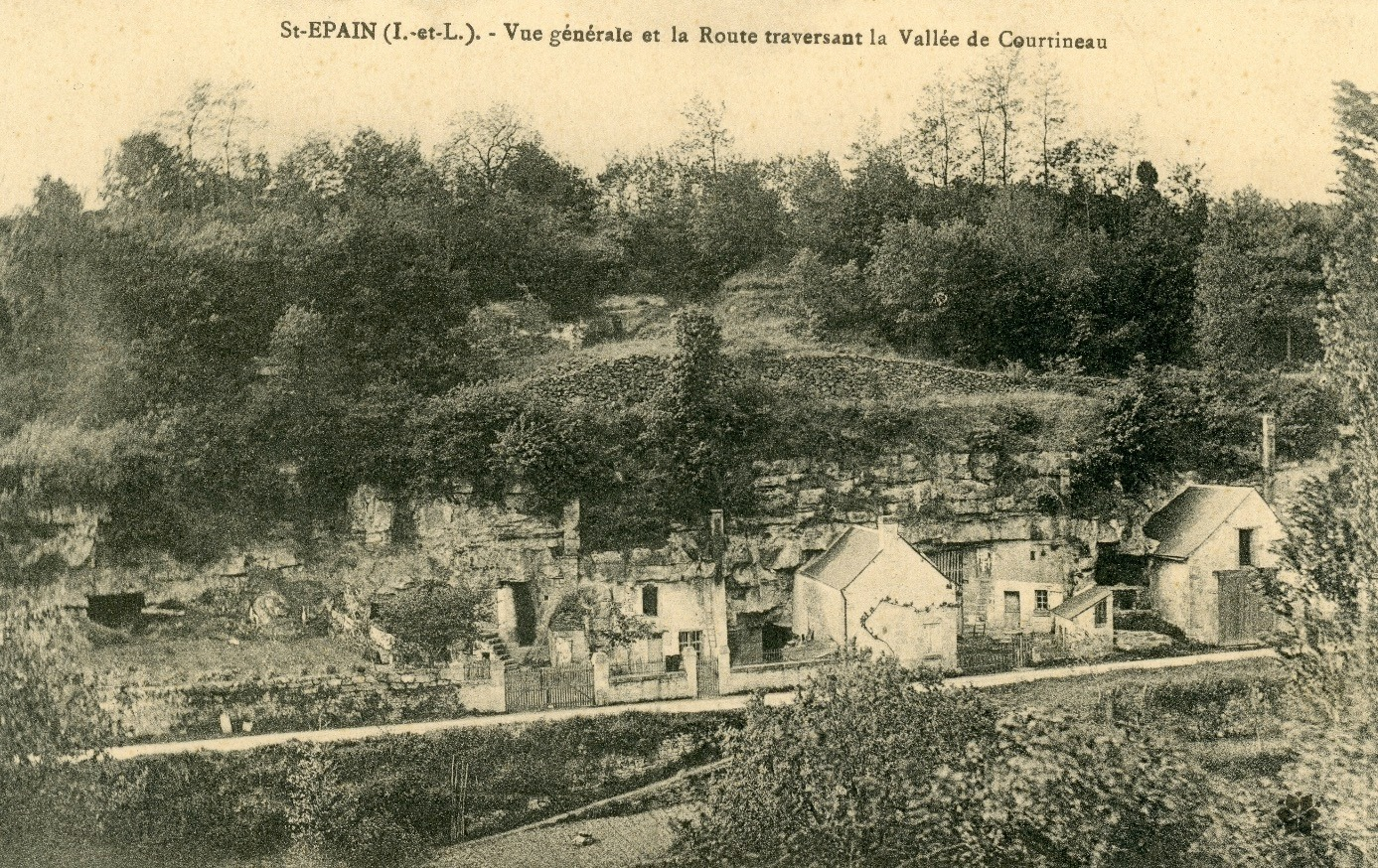
Photo ancienne du village, vallée de Courtineau.

### Un ancien four à chaux
Un ancien four à chaux est présent à flanc de coteau entre le moulin de la Chaise et le village de Courtineau. La production locale de chaux était réputée pour sa qualité et sa blancheur. Elle servait pour la construction, mais était aussi utilisée par les agriculteurs qui la répandaient dans leurs champs.

### La Fontaine Saint-Marc
Une fontaine dédiée à saint Marc fut jadis un but de pèlerinage. Selon la légende, son eau protège des troubles de la vue. Elle était autrefois le départ de la procession pour le pèlerinage à Notre-Dame de Lorette.

### Lavoirs
Plusieurs lavoirs se succèdent dans la vallée.

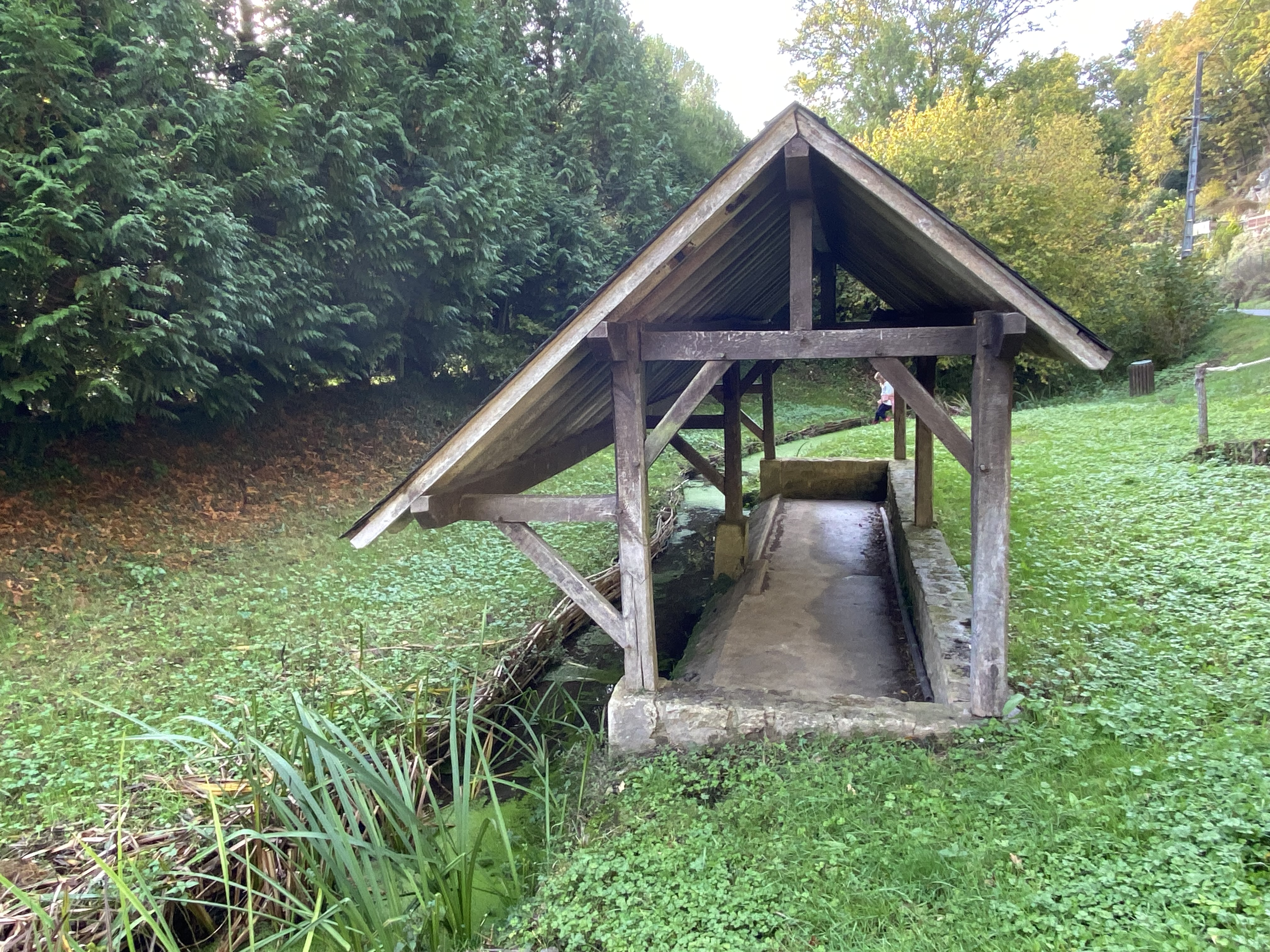
Lavoir restauré dans la vallée de Courtineau.

### Tombes mérovingiennes
Près du carrefour de Pont-Goubault se trouvent trois tombes mérovingiennes taillées dans le roc et disposées en éventail (une quatrième tombe existe, très détériorée et disposée en travers du chef des trois autres). Lors de leur découverte, ces trois tombes contenaient toutes un squelette dont la tête était tournée vers le nord. Des débris de poteries du Ve ou VIe siècle ont aussi été découverts à cet endroit.

### Carrières
De nombreuses carrières de pierre désaffectées, souvent cachées dans la végétation, existent tout au long de la vallée.  

## Faune et flore
La vallée de Courtineau est l'habitat d'espèces protégées au niveau régional, national et mondial. Elle héberge une faune et flore riche et remarquable. Elle est classée Zone naturelle d'intérêt écologique, faunistique et floristique (ZNIEFF). La loutre y est de retour. 17 espèces de chauves-souris y trouvent refuge. Le très rare campagnol amphibie y est observé. Le castor s'y est réinstallé et a été revu en 2024. La cistude a été revue en 2013. Plus de 180 espèces d'oiseaux et 7 de reptiles différents y sont régulièrement observées. La richesse et diversité entomologique et botanique y est aussi remarquable. De nombreux biotopes et micro-climats différents y sont présents étant donné la configuration des lieux.
Un inventaire faunistique et floristique a été publié en 2020 avec une nouvelle version mise à jour en 2023 : il témoigne de l'exceptionnelle richesse de cet environnement préservé.

## Ruisseau
De part et d'autre de la vallée de Courtineau sillonne appelé aussi « Le Courtineau » : celui ci était appelé autrefois et encore aujourd'hui, « manse de Souvres », « manse de Mareille », « ruisseau de Souvres » et sur certaines cartes il est intitulé « ruisseau de l'étang ». 
Il a été l'objet d'importants de travaux de renaturalisation avec l'intervention du Syndicat de rivière Val de Vienne, ce qui permet à de nombreuses espèces aquatiques de s'y épanouir avec plus de 12 espèces de poissons dont le chabot, les vairons, loches, gardons, rotengles, chevesnes, anguilles, carpes, ... 

## Voies de communication
La vallée est traversée par une pittoresque voie étroite et sinueuse. Elle est surplombée par l'autoroute A10 au niveau du viaduc de Courtineau. 

## Circuits touristiques

### Boucle cyclo
L'office de tourisme du pays de Sainte-Maure-de-Touraine propose une boucle cyclotouristique de 37 km (3 h) appelée « les troglos du Courtineau ».

### Chemin de Saint-Jacques de Compostelle
Venant de Sainte-Catherine-de-Fierbois, le chemin de Saint-Jacques de Compostelle (voie de Tours ou Via Turonensis) traverse la vallée de Courtineau au niveau du village de Courtineau.

## Évènements

### Trail de l'orchidée
Le Trail de l'orchidée s'y tenait chaque année en mai. Depuis l’élargissement de l’autoroute A10 et du Viaduc, la manifestation ne peut plus avoir lieu dans sa configuration.

### Pèlerinage à Notre-Dame-de-Lorette
La chapelle Notre-Dame-de-Lorette est le lieu d’un important pèlerinage chaque premier dimanche d’octobre.